# Lwówek Śląski (gmina)
Lwówek Śląski est une gmina mixte du powiat de Lwówek Śląski, Basse-Silésie, dans le sud-ouest de la Pologne. Son siège est la ville de Lwówek Śląski, qui se situe environ 102 km à l'ouest de la capitale régionale Wrocław.
La gmina couvre une superficie de 240,37 km2 pour une population de 18 189 habitants.

## Géographie
La gmina est bordée par les gminy de Bolesławiec, Iłowa, Małomice, Nowogrodziec, Szprotawa, Węgliniec et Żagań.